# Йозеф Леопольд Звонарж
Йозеф Леопольд Звонарж (чеськ. Josef Leopold Zvonař; 22 січня, 1824 — 23 січня, 1865) — чеський композитор, музикознавець і музичний педагог.

## Біографія
Закінчив Празьку школу органістів, учень Карла Франца Піча. Відразу після закінчення курсу був прийнятий асистентом, а потім і викладачем, серед його учнів був, зокрема, Антонін Дворжак. В 1856—1858 роках очолював школу, у 1860 році отримав посаду директора Софійської академії — жіночого музичного навчального закладу.
Найбільше значення мають музикознавчі роботи та навчальні посібники Звонаржа, особливо в області гармонії, багато в чому піонерські для Чехії, — перш за все, «Посібник до легкого складання уживаних каденцій» (чеськ. Navedení k snadnému potřebných kadencí skládání; 1859). Його роботи зіграли важливу роль у формуванні чеської музичної термінології. Важливим був внесок Звонаржа у вивчення чеського фольклору, зокрема йому належить збірник з 8 статей «Слово про чеських народних піснях» (чеськ. Slovo o českých národních písních; 1860) і чотиритомне зібрання обробок чеських народних пісень «Чеські музичні пам'ятники» (чеськ. Hudební památky české; 1862—1864). Автор двох опер, 4 увертюр для оркестру, творів для фортепіано (т.ч. сонати), органу, церковної музики, численних пісень.
Музикознавчі праці:
- Varhanictví, umění učitelské (Organology, the Art of Teaching) (1858)
- Navedení k snadnému potřebných kadencí skládání (Instructions to the Easy Composing of Needed Cadenzas) (1859)
- Návod zpěvu, ohledem na národní školy (Instruction of Singing with Respect to the National Schools) (1860)
- Základy harmonie a zpěvu s příslušným navedením pro učitele hudby vůbec a národních kol zvláště (1861)
- Listy ředitelům zpěváckých sborů (1862-1863)
- Slovo o příčině nedostatku hudebně vzdělaných mladých učitelů (1863)
- Hudební vychovávání (Musical Education) (1863-1864)
- Příspěvky k vědomostem varhanickým (1864)
- Slovo hudebním učňům... (1865)
- Příruční knížka při vyučování zpěvu pro I. tř. městské dívčí školy (1866, 1870)